# Clifford Odets

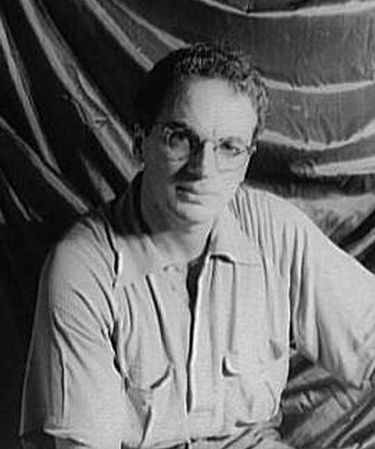
Clifford Odets 1937

Clifford Odets (* 18. Juli 1906 in Philadelphia; † 14. August 1963 in Los Angeles) war ein US-amerikanischer Bühnen- und Drehbuchautor und Schauspieler. Der bekennende Kommunist zählte zu den erfolgreichsten und einflussreichsten US-Dramatikern der 1930er Jahre. Aus seinen Stücken sprach die rebellierende Straße, wenn auch auf poetische Weise, dabei zuweilen metaphorisch überfrachtet. Die Charaktere und ihre Überzeugungen waren ihm wichtiger als die Handlung. Oft gelobt wird sein trefflicher Einsatz von Umgangssprache, das Jiddische eingeschlossen. Weniger rühmlich war die Rolle, die Odets um 1952 spielte, als er, wie so viele linke Kunstschaffende, vor den McCarthy-Ausschuss zitiert wurde. Anschließend verloren seine Arbeiten merklich an Biss. Daher das Bonmot seines Kollegen George S. Kaufman: „Odets, wo ist dein Stachel geblieben?“

## Leben

### Kindheit, Jugend und erste Erfolge
Odets wuchs in einer aus Osteuropa eingewanderten jüdischen Familie auf. Sein Vater hatte es zu einem erfolgreichen Geschäftsmann gebracht. Der empfindsame Sohn jedoch brach mit 17 Jahren die High School ab, um Schauspieler zu werden. 1931 schloss sich Odets dem New Yorker Group Theatre an, für das er auch seine ersten Stücke Waiting for Lefty, Awake and Sing und Till the Day I Die verfasste. Schon mit Lefty, das einen Taxifahrerstreik auf die Bühne bringt, erregte er Aufsehen. Bei diesem durch Rückblenden bereicherten Einakter bezog Odets den Zuschauerraum mit ein. Im Gegensatz zu Brecht wollte er nicht das kritisch distanzierte, vielmehr das betroffene Publikum. In der Tat stimmte es bei den ersten Aufführungen in die Sprechchöre der Schauspieler ein. Brecht selbst kritisierte in dem Gedicht Brief an den Stückeschreiber Odets diesen scharf, bezeichnete seine Arbeit als sozialromantisch und rückte sie in die Nähe des Faschismus. 1934 trat Odets in die Kommunistische Partei ein. Den Durchbruch als Dramatiker hatte er 1937 mit Golden Boy, einem Stück, das es auf 250 Aufführungen brachte und 1939 mit Barbara Stanwyck und William Holden verfilmt wurde. Alle diese Stücke setzten sich mit den verheerenden Folgen der Großen Depression auseinander. Auch andere Stücke Odets wurden später noch verfilmt: Vor dem neuen Tag, das 1952 von Fritz Lang erneut mit Stanwyck und Robert Ryan sowie der jungen Marilyn Monroe inszeniert wurde, sowie The Country Girl. Diese Verfilmung von 1954 brachte Grace Kelly, die an der Seite von Bing Crosby und Willam Holden die Titelrolle spielte, den Oscar als beste Hauptdarstellerin ein. Odets starb im Alter von 57 Jahren an Magenkrebs.

### Arbeit in Hollywood
Clifford Odets arbeitete auch in Hollywood, wo er unter anderem 1936 das Drehbuch für den Film Der General starb im Morgengrauen verfasste. 1944 übernahm er die Regie von None But the Lonely Heart, in dem Cary Grant als heruntergekommener Kleinkrimineller verzweifelt versucht, sein Leben zu ändern. Ethel Barrymore gewann für ihre Darstellung von Grants sterbender Mutter den Oscar als beste Nebendarstellerin. 1946 war Odets am Drehbuch von Humoreske beteiligt, in dem Joan Crawford als Dame der Gesellschaft, die aufgrund der unglücklichen Liebe zu einem jungen Mann Selbstmord begeht, eine ihrer intensivsten Rollen hatte. Das heute noch bekannteste Drehbuch verfasste er 1957 für den Film Sweet Smell of Success, in dem er einen besorgten Blick auf die Manipulationen von Tatsachen durch die Presse warf und Tony Curtis und Burt Lancaster in den Hauptrollen einsetzte. Bei dem Gerichtsfilm Sensation auf Seite 1 übernahm er ein zweites und letztes Mal die Regie eines Films.

### Zeit der Schurken
Der Dramatiker Arthur Miller befasst sich in seinen Erinnerungen unter anderem mit Odets, der ihn nicht unwesentlich beeinflusste. Neben Odets Bedeutung als Rebell und Neuerer auf dem Theater geht Miller auch auf dessen fragwürdiges Verhalten in der McCarthy-Ära ein. Miller schildert Odets als widersprüchlichen, ehrgeizigen, eitlen, ja im Grunde größenwahnsinnigen, aber stets aufrichtigen und nie gehässigen Mann. Freilich hatte er seine Illusionen. Hinsichtlich der kommunistischen Glaubenssätze, die er so vehement verkündete, habe es Odets selber an Gewissheit gemangelt; er sei im Grunde ein „amerikanischer Romantiker“ gewesen. Was Wunder, wenn er den Verlockungen des Ruhmes unterlag. Er verkannte den Anpassungsdruck in Hollywood, wo er einen Haufen Geld mit harmlosen Drehbüchern scheffelte. Als er dann 1952 vor den McCarthy-Ausschuss zitiert wurde, fehlte ihm der Mut, die geforderte „Zusammenarbeit“ mit den Hexenjägern (im Gegensatz zu Miller und beispielsweise Lillian Hellmans Gefährten Dashiell Hammett) zu verweigern. Sein Auftritt sei zwiespältig gewesen. Mal habe er das Verfahren kritisiert, doch „ohne auch nur seinen empörten Ton zu ändern, verriet er im nächsten Moment die Namen von Leuten, von denen er wußte, daß sie in der Partei gewesen waren.“ Allerdings habe er das später bedauert.
In den Erinnerungen seiner Kollegin Lillian Hellman kommt Odets in dieser Hinsicht noch schlechter weg. „Odets, der einen Tag vor mir vor dem Ausschuß erscheinen mußte, entschuldigte sich für seine alten Überzeugungen und bezeichnete viele seiner alten Freunde als Kommunisten.“

### Privatleben
In seiner Hollywood-Zeit hatte Odets die Schauspielerin Luise Rainer getroffen, mit der er von 1937 bis 1940 verheiratet war. Eine zweite Ehe ging er später mit der Schauspielerin Bette Grayson ein. Daneben unterhielt er Liebesbeziehungen zu etlichen anderen Frauen, darunter die Schauspielerinnen Frances Farmer und Fay Wray. Mit dem französischen Filmregisseur Jean Renoir war er befreundet.

## Filmografie (Auswahl)
Drehbuch
- 1936: Der General starb im Morgengrauen (The General died at Dawn)
- 1944: None But the Lonely Heart – auch Regie
- 1945: Rhapsodie in Blau (Rhapsody in Blue)
- 1946: Humoreske
- 1956: Eine Handvoll Hoffnung (Bigger Than Life)
- 1957: Dein Schicksal in meiner Hand (Sweet Smell of Success)
- 1959: Sensation auf Seite 1 (The Story on Page One) – auch Regie
- 1961: Lied des Rebellen (Wild in the Country)

Literarische Vorlage
- 1939: Golden Boy
- 1952: Vor dem neuen Tag (Clash by Night)
- 1954: Ein Mädchen vom Lande (The Country Girl)
- 1955: Hollywood-Story (The Big Knife)